# Bérenger (brigand)
Pour les articles homonymes, voir Bérenger.
Bérenger est le nom d'un chef de bande de brigands (voleurs et assassins) qui a sévi au haut Moyen Âge dans le nord de la France vers l'an 700. Selon les textes disponibles, cette bande comprenait ses deux frères, qui ont continué après sa mort à détrousser les voyageurs.

## Éléments historiographiques
Selon les écrits de Gautier (qui est l'auteur des plus anciens témoignages écrits de l'histoire de la congrégation des chanoines d'Arrouaise), tels que rapportés par Antoine Alexandre JosephGosse ;
Béranger « avait deux frères, Hescelin et Bovon. 
Après sa mort, les Brigands à la tête desquels il avait longtemps parcouru le Pays depuis Térouanne jusqu'à Péronne, eurent l'art de se rendre encore utile la terreur de son nom ».
Selon ces mêmes auteurs; 
Ses frères « l'enterrèrent dans un endroit que l'on nomme la Motte-Bérenger, sur laquelle on voit aujourd'hui un calvaire »
« Peut-être cette troupe de Brigands n'étoit-elle qu'un reste des Vandales ou Normands qui ravagèrent le Pays des Morins, sur la fin du septième siècle. On croit même assez communément que dans son origine, Bapaume étoit un Fort qui leur servoit de retraite. Quoi qu'il en soit, les anciens Compagnons de Bérenger imaginèrent de creuser un gros arbre qui se trouvoit près de son tombeau, & d'y pratiquer une espèce de niche. L'un d'eux s'y plaçoit de manière à ne pas être aperçu, & lorsqu'ils avoient fait quelque prisonnier, ils le traînoient à ce redoutable Tribunal Celui qui étoit logé dans le creux de l'arbre, stylé sans doute à ce manège, fixoit la rançon du prisonnier, feignant que c'étoit Bérenger lui-même qui en prononçoit l'Arrêt irrévocable. De, à ce Tronc prit le nom de Bérenger, nom qu'il communiqua ensuite (...) à l'Abbaye d'Arrouaise elle-même ».
Toujours selon Gautier rapporté par Gosse, la tradition médiévale évoque aussi Béranger dans une autre circonstance ; dans la vie de deux religieux irlandais Saint Lugle et Saint Luglien, qui passèrent en France vers l'an 700. 

Ces deux religieux furent mis à mort par Bérenger aux environs de Térouanne, ce qui fait voir, dit Gosse, que « le Canton d'Arrouaise ne fut point le seul théâtre de ses crimes ». 

D'après Gosse, De Locre évoque de ces deux Saints Irlandais qui seraient morts vers l'année 700, et rapporte « un passage de leur vie, écrite par un Chanoine d'Arras qui mentionne aussi le voleur Bérenger et ses Frères ».

## La Motte-Bérenger
Ce site d'après Gosse « ressemble assez à ces monticules sous lesquels on trouve des tombeaux des Romains. On vient de la fouiller (en 1784) on y a trouvé des ossements humains d'une grandeur extraordinaire, et quelques morceaux de cuivre doré, etc. Mais on doit d'autant moins rapporter ces restes équivoques à Bérenger, qu'on les a rencontrés à une grande profondeur, épars çà et là, dans un puits qui paraît avoír été l'ouverture d'une carrière, et dont les déblais ont formé la motte qui porte le nom de Bérenger ».